# Tempo (film)
Tempo è un film del 2003 diretto da Eric Styles e ambientato principalmente a Parigi; la trama si concentra intorno ad un triangolo amoroso che diventa sempre più intricato, mentre una serie di imprese criminali falliscono complicando la situazione.